# 葛城葦田宿禰
葦田 宿禰（あしだのすくね、生没年不詳）は、『日本書紀』、『古事記』に伝わる古代日本の人物。『紀氏家牒』逸文では葛城葦田宿禰とも記される。

## 概要
葛城襲津彦の子で、蟻臣、黒媛の父。『紀氏家牒』逸文では円大臣も葦田宿禰の子とされる。市辺押磐皇子、御馬皇子、飯豊青皇女の外祖父。